# Tornado in Pilger
Der Tornado in Pilger am 16. Juni 2014 war ein starker Tornado, der am Nachmittag des 16. Juni 2014 den Ort Pilger (Nebraska) traf und knapp drei Viertel des Ortes zerstörte und mindestens zwei Todesopfer forderte. Da bei dem Ereignis zwei Tornados nebeneinanderher zogen und dadurch spektakuläre Aufnahmen gelangen, wurde das Ereignis auch in den internationalen Medien bekannt.

## Verlauf
Am Nachmittag des 16. Juni 2014 bestand in Teilen der nördlichen USA, insbesondere in Nebraska und Iowa, ein erhöhtes Tornadorisiko. Im Nordosten von Nebraska entwickelte sich eine sogenannte Superzelle, dabei handelt es sich um ein starkes und meist langlebiges Gewitter, das im kompletten Umfang Rotation aufweist und bei dem Auf- und Abwind deutlich voneinander getrennt sind. Gegen 15:40 Uhr bildete sich im Aufwindbereich der Superzelle ein Tornado und wenig später ein zweiter. Beide Tornados zogen in starker Intensität und relativ großem Umfang in nordöstliche Richtung. Einer der Tornados erreichte gegen 16:00 Uhr den Ort Pilger, Nebraska und zerstörte dort innerhalb von wenigen Minuten ca. drei Viertel des Ortes, tötete mindestens zwei Menschen und verletzte 19 Menschen teilweise schwer. Andere Orte waren nicht betroffen. Neben den beiden Tornados gab es noch mehr als 30 weitere Tornadomeldungen, allerdings handelte es sich dabei um schwächere Tornados mit nur geringen oder keinen Schäden.

## Schäden
In dem vom Tornado betroffenem Gebiet in Pilger entstanden überwiegend Totalschäden an den Leichtbauten, an Massivbauten entstanden starke Dach-, aber meistens keine strukturellen Schäden. Ein wichtiger Anhaltspunkt, der auch zur genauen Intensitätsangabe beitragen könnte, ist das Auftreten der sogenannten „Entrindung“ an Bäumen. Dabei wird durch den Sandstrahleneffekt wie bei Schleifpapier die Rinde der Bäume abgeschmirgelt. Oft ist starke Entrindung, wie sie teilweise auch in Pilger stattfand, ein Zeichen dafür, dass der Tornado mindestens die Stufe F4 auf der Fujita-Skala erreicht hat.

## Einstufung
Wie in den USA üblich, wird auch dieser Tornado anhand der international gebräuchlichen Fujita-Skala (F0 bis F5) eingestuft. Da das Ereignis aber noch nicht vollständig verifiziert wurde, gibt es zunächst noch keine genaue Intensitätsangabe.